# 多叶鹅观草
多叶鹅观草（学名：Roegneria foliosa）为禾本科鹅观草属下的一个种。

## 扩展阅读
- 維基物種上的相關：多叶鹅观草